# Kimmy Granger
Kimmy Granger (San Diego, 18 mei 1995) is een Amerikaans pornoactrice. Ze begon haar carrière als stripper in een stripclub en ging in 2015 aan de slag als actrice in pornofilms. In 2016 werd ze genomineerd voor de AVN Hottest Newcomer Award en in 2017 voor de XBIZ Best New Starlet Award, de AVN Best New Starlet Award en twee andere AVN Awards. Op de Spank Bank Awards 2017 won ze de Pussy of the Year-prijs en de Spank Bank Technical Award: Ride 'Em, Cowgirl!.